# Hollandse cirkel

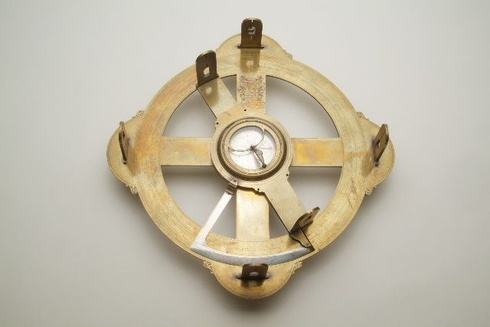
Hollandse cirkel, c. 1650
Afbeelding: Museum Boerhaave, Leiden

De Hollandse Cirkel (of Circumferentor) is een instrument waar landmeters vanaf de zeventiende eeuw mee gewerkt hebben om in het open veld nauwkeurig hoeken op te meten of uit te zetten. De Hollandse Cirkel is rond 1610 uitgevonden door de landmeter Jan Pieterszoon Dou. Het is door hem beschreven in het boekje Tractaet vant maken ende Gebruycken eens nieu gheordonneerden Mathematischen Instruments, uitgegeven in 1612.
Een Hollandse Cirkel is een precisie-instrument, meestal gemaakt van koper en ongeveer 20 tot 30 cm groot. Het combineert twee paar vaste vizieren die loodrecht op elkaar staan, met een cirkelvormige gradenboog van 360°, onderverdeeld in tienden van graden, en een draaibaar stel vizieren en eventueel een kompas. Dankzij die vaste vizieren kunnen snel loodrechte hoeken uitgezet worden. Met het draaibare stel vizieren kan er heel nauwkeurig een hoek worden opgemeten.  
In Museum Boerhaave liggen enkele exemplaren, waaronder een kunstig uitgevoerde Hollandse Cirkel, gemaakt door de instrumentenmaker Hendrik Sneewins voor de wiskundige Frans van Schooten (1615-1660), docent aan de Leidse ingenieursschool.
Ook in het Museum aan de Stroom in Antwerpen zijn een aantal exemplaren aanwezig in de collectie  , en in de collectie geodesie van de TU Delft.